# Walraad van Nassau-Usingen
Walraad van Nassau-Usingen (Metz, 24 februari 1635 - Hellenrod bij Roermond, 17 oktober 1702) was graaf en sinds 1688 vorst van Nassau-Usingen. Hij was tweede veldmaarschalk van het Staatse leger en keizerlijk veldmaarschalk. In de Republiek der Zeven Verenigde Nederlanden was hij achtereenvolgens gouverneur van Bergen op Zoom en 's-Hertogenbosch. Hij stamt uit de Walramse Linie van het Huis Nassau en is de stamvader van het Huis Nassau-Usingen.

## Biografie

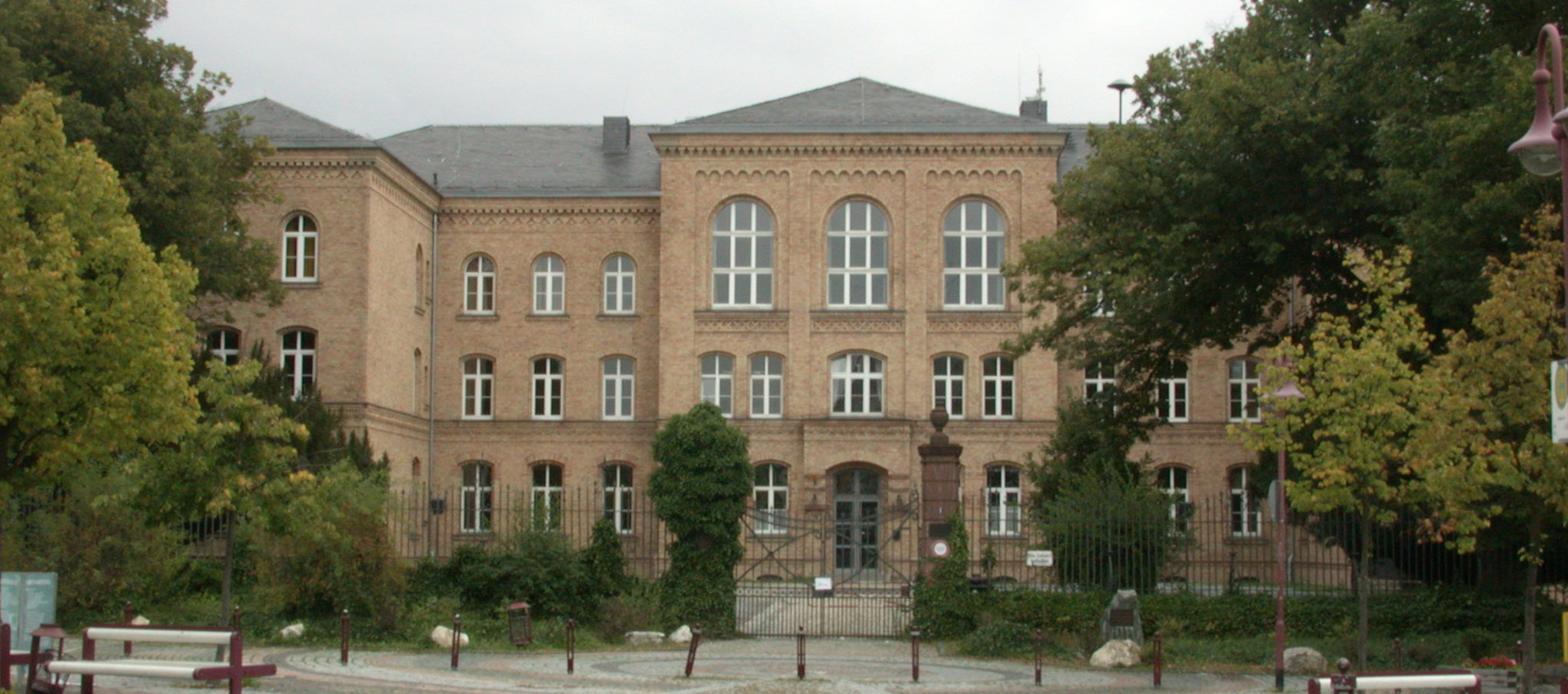
Slot Usingen (tegenwoordig Christian-Wirth-Schule)

Walraad was de zevende en jongste zoon van graaf Willem Lodewijk van Nassau-Saarbrücken en Anna Amalia van Baden-Durlach, dochter van markgraaf George Frederik van Baden-Durlach en Juliana Ursula van Salm-Neufville.

### Graaf en vorst van Nassau-Usingen
Walraad volgde in 1640 zijn vader op samen met zijn broers Crato, Johan Lodewijk, en Gustaaf Adolf. De broers stonden formeel onder regentschap van hun moeder. Op 11 september 1641 keerde de familie terug naar Ottweiler. Crato overleed reeds in 1642. Bij de Vrede van Westfalen in 1648 kreeg de familie de bezittingen terug en werd de residentie naar Saarbrücken verlegd. In juli 1650 werd het Vredesvoltrekkingsverdrag van Neurenberg betreffende de teruggave van het graafschap Saarwerden gesloten. Na het overlijden van hun moeder in 1651 nam Johan Lodewijk het regentschap over Gustaaf Adolf en Walraad op zich.
Walraad en zijn broers en hun ooms Johan van Nassau-Idstein en Ernst Casimir van Nassau-Weilburg gingen op 6 maart 1651 over tot een verdeling van hun bezittingen. Walraad en zijn broers ontvingen als hun gezamenlijk bezit Saarbrücken met Jugenheim en Wöllstein, de helft van het ambt Stockheim, Usingen, Grävenwiesbach, Alt- en Neuweilnau, een deel van Kirberg (het andere deel is in bezit van de Ottoonse Linie), een deel van Mensfelden (gezamenlijk bezit met het aartsbisdom Trier en de familie Waldecken von Kempt) en een deel van Kettenbach met Rückershausen. De drie broers en hun beide ooms bleven gezamenlijk bezitten Nassau, (Bad) Ems, Saarwerden met Herbitzheim en Wadgassen, Homburg (in de Palts), Rosenthal, Ober- en Nieder-Rosbach.
Walraad en zijn broers gingen in 1659 over tot een verdeling van hun bezittingen, waarbij hij de landen van Usingen verkreeg, dat hij vergrootte met de verkrijging van de andere helft van het ambt Stockheim. Residentie van het Huis Nassau-Usingen was sinds 1659 de stad Usingen in de Taunus. De stad steeg als Nassause residentiestad wezenlijk in aanzien en belang, en profiteerde ook van de stadsplanning van Walraad. Zo liet Walraad op de plaats van de oude burcht in de jaren 1660 tot 1663 een nieuw slot bouwen. In de slottuin, die tegenwoordig een openbaar park is, werd in 1905 door de dankbare stad een monument opgericht. De bevolking van het Usingen was in de Dertigjarige Oorlog gedecimeerd. Walraad bevorderde de toestroom van hugenoten, die uit Frankrijk vluchten moesten, en verleende hiertoe religieuze vrijheid. De Hugenotenkerk in Usingen getuigt van deze immigratie. In april 1692 verwoestte een brand grote delen van Usingen. Walraad gebruikte dit om de Usinger Oberstadt systematisch te herbouwen. Symmetrische straten die het stadsbeeld nog steeds kenmerken, werden aangelegd en langs de Obergasse ontstonden representatieve gebouwen.
Walraad werd op 4 augustus 1688 door keizer Leopold I in de vorstenstand verheven. Sinds 1690 was Walraad senior van de Walramse Linie. Hij zette zich er met succes voor in dat bij de Vrede van Rijswijk de restitutie van Nassau-Saarbrücken opgenomen werd.

### Militaire carrière
Walraad was een gerespecteerde veldheer die vooral voor de Republiek der Zeven Verenigde Nederlanden en het Heilige Roomse Rijk streed.
Op zijn zestiende trad Walraad in persoonlijk dienst van de latere Zweedse koning Karel Gustaaf. Wegens ziekte trok hij zich uit de dienst terug en studeerde vanaf 1652 aan de Hugenotenuniversiteit in Saumur. Daarna diende hij in het Franse leger als ritmeester onder maarschalk Henri de La Ferté-Senneterre.
In 1664 was Walraad Generalwagenmeister van het regiment cavalerie van de Boven-Rijnse Kreits in de rang van kolonel en werd hij om tegen de Turken te vechten naar Ungarisch Altenburg gestuurd. Voor de beslissende Slag bij Mogersdorf kwam hij weliswaar te laat, maar hij nam deel aan de achtervolging van het verslagen Ottomaanse leger.
Op 30-jarige leeftijd werd Walraad legerleider van hertog Ernst August van Brunswijk-Lüneburg. Daarvoor trad Walraad in 1666 in Staatse dienst. In 1671 trad hij volledig in Staatse dienst als kolonel. In 1672 werd hij tot luitenant-generaal van de cavalerie benoemd en verrichtte hij diensten als veldheer voor zijn achterneef Willem III van Oranje. Walraad trad in 1674 in de Slag bij Seneffe naar voren en werd op 4 december 1674 tot generaal van de cavalerie bevorderd. Op 26 oktober 1674 werd hij benoemd tot gouverneur van de stad Bergen op Zoom. Aan het einde van de oorlog was hij belast met het ontslag en de hervorming van de troepen.
In 1683 nam Walraad met succes deel aan het ontzet van het door de Turken belegerde Wenen. Zo had hij een aandeel in het falen van de Ottomaanse verovering van Centraal-Europa. Voor deze inzet verleende de Poolse koning Jan III Sobieski hem de hoogste Poolse onderscheiding, de Orde van de Witte Adelaar.
In 1684 werd Walraad gouverneur van 's-Hertogenbosch.
Op 5 oktober 1688 werd hij door geheime bevelen van Willem III aangewezen om de 16 cavalerieregimenten uit het kamp bij Nijmegen te leiden bij de invasie van Engeland. Daar namen ze deel aan de Glorious Revolution, oftewel de afzetting van koning Jacobus II van Engeland. Op 15 juli 1689 werd hij benoemd tot tweede veldmaarschalk. Terwijl Walraad nog in Engeland was, brak op het continent de Negenjarige Oorlog uit. Opnieuw vielen Franse troepen Holland binnen en Walraad werd teruggestuurd om onder het bevel van George Frederik van Waldeck-Eisenberg als generaal van de cavalerie tegen Frankrijk te vechten. Onder Walraads bevel vochten de Nederlanders op 1 juli 1690 in de Slag bij Fleurus en op 3 augustus 1692 in de Slag bij Steenkerke. In de Slag bij Fleurus slaagden Walraads troepen erin meerdere Franse vlaggen en kanonnen te veroveren. Hoewel de slag voor de geallieerden geen succes was, versterkte het de reputatie van Walraad als legerleider. Sinds 1696 was hij opperbevelhebber van de Nederlandse troepen, dat jaar kwam het echter niet tot grote gevechten.
Op 10 oktober 1690 ontving Walraad de benoeming tot keizerlijk veldmaarschalk. In de Spaanse Successieoorlog voltooide hij de rijksexecutie tegen de met Frankrijk verbonden keurvorst Jozef Clemens van Beieren en had hij in 1702 het commando over de geallieerde troepen bij het Beleg van Kaiserswerth.
Walraad overleed aan een ziekte tijdens het Beleg van Roermond in zijn hoofdkwartier te Hellenrod. Hij werd op 21 oktober 1702 begraven te Meurs, zijn hart en ingewanden werden op 19 oktober 1702 bijgezet in de Gereformeerde Kerk te Roermond.

## Publicatie
- (de)  Vorgeschlagene Conditiones Für die Vbergebung der Vestung Käyserswerth, Statt, Schlosses und angehörigen Schäntzen sowohl dieß- alß jenseith des Rheins, Beyers, Düsseldorf, 1702 (digitale uitgave van de Universitäts- und Landesbibliothek Düsseldorf).

## Huwelijken en kinderen
Walraad huwde te Mechelen op 16/26 juni 1678 met Catherine Françoise van Croÿ-Rœulx (gedoopt Sint-Maartenskerk, Rijsel 6 mei 1652 - Frankfurt am Main 20 mei 1686 o.s.), dochter van graaf Eustache van Croÿ-Rœulx en Theodora Freiin von Kettler und Laghen.

Uit dit huwelijk werden de volgende kinderen geboren:
1. Maria Wilhelmina Henriëtte (13 april 1679 - Grumbach 1 november 1718), huwde te Usingen op 10 januari 1701 met wild- en rijngraaf Karel Lodewijk van Salm-Grumbach-Rheingrabenstein (27 mei 1678 - .. juni 1727). Hij hertrouwde op 13 juli 1720 met haar nicht Sophia Dorothea van Nassau-Saarbrücken.
2. Hendrik (Usingen 21 oktober 1680 - 19/29 maart 1682).
3. Maria Ernestina (Bergen op Zoom 22 februari/4 maart 1683 - Bergen op Zoom 9/19 mei 1683).
4. Willem Hendrik (’s-Hertogenbosch 12 mei 1684 n.s. - Usingen 14 december 1718), volgde zijn vader op.
5. Maria Albertina (Frankfurt am Main 8 mei 1686 o.s. - Ortenburg 14 januari 1768), huwde te Usingen op 3 mei 1710 met graaf Johan George van Ortenburg (14 december 1686 - 4 december 1725).

Walraad hertrouwde te Binderen bij Helmond op 18/28 juni 1688 met Magdalena Elisabeth van Löwenstein-Wertheim-Rochefort (Wertheim 17 augustus 1662 - Frankfurt am Main 5 juni 1733), dochter van graaf Ferdinand Karel van Löwenstein-Wertheim-Rochefort en Anna Maria van Fürstenberg. Uit dit huwelijk werden geen kinderen geboren.